# Qt Creator
Qt Creator — інтегроване середовище розробки, призначене для створення крос-платформових застосунків з використанням бібліотеки Qt. Підтримується розробка як класичних програм мовою C++, так і використання мови QML, для визначення сценаріїв, в якій використовується JavaScript, а структура і параметри елементів інтерфейсу задаються CSS-подібними блоками. Qt Creator може використовувати GCC або Microsoft VC++ як компілятор і GDB як зневаджувач. Для Windows версій бібліотека комплектується компілятором, заголовними і об'єктними файлами MinGW.
Сирцеві тексти Qt Creator поширюються в рамках ліцензії LGPL.

## Історія
Qt Creator розроблена норвезькою компанією Trolltech, яку у 2008 році поглинула Nokia. Анонс проєкту відбувся на Qt Developer Days в жовтні 2008 року. Публічна бета-версія проєкту була опублікована 30 жовтня 2008. Фінальний реліз відбувся 3 березня 2009 року (разом з виходом Qt 4.5).
Після укладення стратегічного союзу з Microsoft Nokia втратила інтерес до розвитку технологій Qt. У березні 2011 фінська компанія Digia, постачальник ERP-систем, послуг і рішень в області мобільних систем і користувацьких інтерфейсів, оголосила про укладення угоди з Nokia про викуп у тої прав на комерційне ліцензування та надання послуг з підтримки розробки з використанням бібліотеки Qt. У вересні 2012 Nokia повністю відмовилася від Qt і Digia купує у Nokia весь бізнес і програмні технології, пов'язані з Qt.

## Особливості
- Зроблений спеціально для розробки на Qt
- Вбудований редактор форм (Qt Designer) і довідкова система (Qt Assistant)
- Контекстно-залежна система допомоги
- Розширюваність плагінами
- Є графічний фронтенд для GDB
- Підтримка зневадження за допомогою CDB
- Для створення проєктів використовується qmake (планується підтримка Makefile та тестується підтримка CMake)
- Узагальнене підсвічування синтаксису, підтримується велика кількість мов програмування і розмітки. Є можливість створення своїх стилів підсвічування
- Можливість редагувати етапи складання проєкту
- Підтримка розробки на мовах C/C++, JavaScript, QML
- QML-дизайнер
- Можливість розробки під Symbian і Maemo зі зневадженням в симуляторі або на пристрої

## Виноски
1. ↑  Qt Licensing — Qt - A cross-platform application and UI framework. Qt.nokia.com. 30 листопада 2009. Архів оригіналу за 17 липня 2013. Процитовано 22 вересня 2010. [Архівовано 2013-07-19 у Wayback Machine.]
2. ↑  Qt Software announces new Qt IDE, Greenhouse. Heise online. 16 жовтня 2008. Архів оригіналу за 21 березня 2012. Процитовано 6 лютого 2009.
3. ↑  Qt Creator Technology Preview released. 30 жовтня 2008. Архів оригіналу за 24 липня 2009. Процитовано 6 лютого 2009. {{cite web}}: Недійсний |deadurl=404 (довідка)
4. ↑  Qt 4.5, Qt Creator released. Архів оригіналу за 21 липня 2009. Процитовано 14 грудня 2011.
5. ↑  Компания Digia выкупает бизнес лицензирования и поддержки Qt у Nokia. Архів оригіналу за 19 серпня 2012. Процитовано 13 липня 2013.
6. ↑  Nokia отказывается от разработки Qt и продаёт проект компании Digia. Архів оригіналу за 17 серпня 2012. Процитовано 13 липня 2013.